# 구 충주역 급수탑
구 충주역 급수탑(舊 忠州驛 給水塔)은 충청북도 충주시 봉방동 156-14 봉방소공원에 위치한 일제강점기 급수탑이다. 한동안 고물상자리였다가 2019년 문화재 관련 법령 개정 및 2020년 충청북도 문화재 보호 조례 개정에 따라 충청북도에서도 자체적으로 시도등록문화재를 지정할 수 있는 길이 열렸고, 2022년 2월 18일 충청북도의 시도등록문화재의 첫 번째 대상으로 지정되었다.

## 개요
일제강점기 사설철도회사인 조선중앙철도주식회사에 의해 지어진 충북선은 1928년 충주역까지 연장되었다. 이 당시 충주역은 현재의 위치가 아닌 시내 봉방동에 위치해 있었고, 1980년 3월 12일 충북선 복선화 및 충주 도심 구간 이설 이전까지 해당 위치에서 영업했다. 역이 이전한 뒤 역의 다른 시설물은 사라졌으나 급수탑만은 홀로 현재까지 지어졌던 위치에 남아 있어, 구 충주역 급수탑은 일제강점기 충북 지역 철도의 역사를 아는 데 도움이 되는 사료이다.

## 같이 보기
- 충청북도의 시도등록문화재

## 참고 자료
- * 충주역 급수탑 - 문화재청